# Watsonville
Watsonville ist eine Stadt im Santa Cruz County im US-Bundesstaat Kalifornien mit 52.590 Einwohnern (Stand: 2020).
Das Stadtgebiet hat eine Größe von 16,7 km². 

## Söhne und Töchter der Stadt
- Molly McClure (1919–2008), Schauspielerin
- Bob Scott (1928–1954), Autorennfahrer
- Joel Fabiani (* 1936), Schauspieler
- Tony Carey (* 1953), Rockmusiker
- Laurie MacDonald (* 1953), Filmproduzentin
- Lynn Silliman (* 1959), Ruderin
- Ebony Browne (1974–2007), Singer-Songwriterin
- Ty Sambrailo (* 1992), American-Football-Spieler